# Síň Pavla a Antonína Vranických
Síň Pavla a Antonína Vranických je pamětní síň a muzeum v areálu novoříšského kláštera v Nové Říši. Věnována je rodákům z Nové Říše Pavlovi a Antonínu Vranickým, zřizována je klášterem a je součástí prohlídkových tras. Založena byla na počátku devadesátých let 20. století.

## Expozice
Expozice je rozdělena do dvou samostatných místností v areálu kláštera, kdy v první místnosti jsou uvedeny informace o životě bratrů Vranických, o jejich narození, životě a studiu v Nové Říší. Součástí je také vyobrazení rodokmenu. V druhé místnosti jsou zachyceny informace o vrcholné tvorbě primárně ve Vídni, kde žili a pracovali primárně s Josephem Haydenem a W. A. Mozartem. Součástí sbírek jsou hudební nástroje bratrů i jiných hudebníků. Sbírkové předměty do expozice zapůjčilo České muzeum hudby.
V klášteře je také místnost věnována památce Jana Nováka, skladatele z Nové Říše.